# Кантагало
Кантагало (на португалски: Cantagalo, изговаря се по-близко до Кантагалу) е един от 7-те окръга на Сао Томе и Принсипи. Разположен е на остров Сао Томе. Столицата на Кантагалу е град Сантана. Площта му е 119 квадратни километра, а населението – 20 207 души (по изчисления за май 2020 г.). В окръга има няколко училища, стадион, няколко площади и пристанище. Има също красиви плажове и много църкви.
Изменение на населението на окръга
- 1940 7854 (12,9% от цялото население)
- 1950 8568 (14,2% от цялото население)
- 1960 9758 (15,2% от цялото население)
- 1970 9697 (13,1% от цялото население)
- 1981 10 435 (10,8% от цялото население)
- 1991 11 433 (9,7% от цялото население)
- 2001 13 258 (9,6% от цялото население)